# Milan Vukić
Milan Vukić, cyr. Милан Вукић (ur. 19 sierpnia 1942 w Sanskim Moście) – serbski szachista, reprezentant Bośni i Hercegowiny od 2007, arcymistrz od 1975 roku.

## Kariera szachowa
W latach 70. należał do ścisłej czołówki jugosłowiańskich szachistów. Czterokrotnie (1970 – wspólnie z Dragoljubem Velimiroviciem, 1971 – wspólnie z Predragiem Ostojiciem, 1974 i 1994) triumfował w indywidualnych mistrzostwach tego kraju. W latach 1970 i 1980 reprezentował Jugosławię na drużynowych mistrzostwach Europy (w obu przypadkach zajmując wraz z drużyną IV miejsce), natomiast w roku 2007 w tych rozgrywkach wystąpił w barwach Bośni i Hercegowiny.
Wielokrotnie startował w turniejach międzynarodowych, sukcesy odnosząc m.in. w:
- Zinnowitz (1969, dz. III m. za Burkhardem Malichem i Lotharem Zinnem),
- Biel (1972, I m. oraz 1973, dz. I m. wspólnie z Janosem Fleschem),
- Vrnjackiej Banji (1973, III-V m.),
- Vinkovci (1974, II m.)
- Banja Luce (1974, I m. oraz 1976, II  m. za Vlastimilem Hortem),
- Bajmoku (1975, I-II m. oraz 1978, III m.),
- Warnie (1975, I-II m.),
- Vukovarze (1976, I m.)
- Sarajewie (1976, II-III m.),
- Zemun (1980, dz. I m. wspólnie z Dragoljubem Velimiroviciem),
- Tuzli (1981, dz. III m. za Vlatko Kovaceviciem i Bojanem Kurajicą, wspólnie z Valentinem Stoicą(inne języki)),
- Kragujevcu (1984, dz. III m. za Nikoła Pydewskim i Vlastimilem Jansą, wspólnie z Georgi Tringowem),
- Hartbergu (1991, dz. I m. wspólnie z m.in. Mladenem Palacem, Thomasem Enstem i Aleksandrem Baburinem),
- Rijece (2002, I m.),
- Opatii (2002, dz. I m. wspólnie z Milenem Wasiljewem),
- Brczko (2005, mistrzostwa Bośni i Hercegowiny, I m.).